# Prêmio Emmy Internacional de notícias
O Prêmio Emmy Internacional de Notícias (em inglês: International Emmy Awards for Current Affairs & News), entregue desde 1999 pela Academia Internacional das Artes e Ciências Televisivas (IATAS), reconhece a excelência em reportagens jornalísticas internacionais. A cerimônia de premiação ocorre na cidade de Nova York.

## História
A categoria de premiação existe desde 1999 e atualmente é entregue em Nova Iorque durante o Prêmio Emmy de Notícias e Documentários, organizado pela Academia Nacional de Artes e Ciências Televisivas dos Estados Unidos. Os prêmios de jornalismo nas categorias internacionais são anunciados junto com os prêmios estadunidenses em uma cerimônia separada do tapete vermelho dos Prêmios Emmy do Primetime, geralmente realizada no mês de outubro. Até 2022, a TV Globo é a única rede de televisão em língua portuguesa e latino-americana a vencer nesta categoria, e também a que acumula o maior número de indicações.

## Múltiplas vitórias
Por país
| Total | País          |
| ----- | ------------- |
| 20    | Reino Unido   |
| 2     | Países Baixos |

## Vencedores e indicados

### Década de 1990
| Ano            | Vencedor                            | País           | Rede de televisão         |
| Década de 1990 | Década de 1990                      | Década de 1990 | Década de 1990            |
| -------------- | ----------------------------------- | -------------- | ------------------------- |
| 1999           | Dispatches: A Witness to Murder     | Reino Unido    | Channel 4                 |
| 1999           | Kosovo — Liberation Day             | Reino Unido    | Sky News                  |
| 1999           | A Discussion With President Clinton | Japão          | Tokyo Broadcasting System |

### Década de 2000
| Ano            | Vencedor                                                             | País                   | Rede de televisão                |
| Década de 2000 | Década de 2000                                                       | Década de 2000         | Década de 2000                   |
| -------------- | -------------------------------------------------------------------- | ---------------------- | -------------------------------- |
| 2000           | Inundações em Moçambique em 2000                                     | Reino Unido            | ITV News                         |
| 2000           | Correspondent: Inside Chechnya                                       | Reino Unido            | BBC News                         |
| 2000           | Zone Interdite, Chile: Torturers Running Free                        | França                 | M6                               |
| 2002           | Fall of Kabul                                                        | Reino Unido            | BBC News                         |
| 2002           | Ataques de 11 de setembro de 2001                                    | Brasil                 | TV Globo                         |
| 2002           | Attack on America                                                    | Reino Unido            | ITV News                         |
| 2002           | Terror Against America                                               | Alemanha               | RTL Television                   |
| 2003           | A Queda de Saddam Hussein                                            | Reino Unido            | Channel 4                        |
| 2003           | Looting at Baghdad Museum                                            | França                 | France 2                         |
| 2003           | Gulf War II                                                          | Reino Unido            | AP Television                    |
| 2003           | Radioactive Ammunitions: Deployed Again Despite Scientists' Warnings | Alemanha               | ARD / Westdeutscher Rundfunk     |
| 2004           | Atentados a trens em Madri em 2004                                   | Reino Unido            | Channel 4                        |
| 2004           | Liberia                                                              | Reino Unido            | Sky News                         |
| 2004           | Good Morning Japan: Eclipse in the Antarctic                         | Japão                  | NHK                              |
| 2004           | News 7: Terrorist Bombing of UN Headquarters in Iraq                 | Japão                  | NHK                              |
| 2005           | Boxing Day Tsunami and Beslan school siege                           | Reino Unido            | Associated Press Television News |
| 2005           | Return to Beslan                                                     | Países Baixos          | NCRV                             |
| 2005           | Reeleição de George W. Bush                                          | Brasil                 | TV Globo                         |
| 2005           | Tsunami - Seven Days that Shook the Worldcoverage                    | Reino Unido            | ITV News                         |
| 2006           | Atentados de 7 de julho de 2005 em Londres                           | Reino Unido            | Sky News                         |
| 2006           | Hunting for Taliban                                                  | Países Baixos          | NOVA/NPS/VARA Television         |
| 2006           | Summit of the Americas                                               | Argentina              | Canal 13                         |
| 2006           | The First Mehlis Report on Hariri’s Murder                           | Emirados Árabes Unidos | Arabiya TV                       |
| 2007           | Lebanon Crisis                                                       | Reino Unido            | BBC News                         |
| 2007           | The Subic Rape Case Promulgation                                     | Filipinas              | ABS-CBN                          |
| 2007           | Caravana JN – Eleições                                               | Brasil                 | TV Globo                         |
| 2007           | Tibetans at the Chinese Border                                       | Romênia                | Pro TV                           |
| 2008           | Any Idea of What Your Kid is doing Right Now?                        | Roménia                | Pro TV News                      |
| 2008           | Popular Uprising in Myanmar & Military Crackdown                     | Qatar                  | Al Jazeera                       |
| 2008           | Zimbabwe – The Tyranny and the Tragedy                               | Reino Unido            | ITV News                         |
| 2008           | Voo TAM 3054                                                         | Brasil                 | TV Globo                         |
| 2009           | China Earthquake                                                     | Reino Unido            | ITV News                         |
| 2009           | Caso Eloá Cristina                                                   | Brasil                 | TV Globo                         |
| 2009           | South Ossetian War                                                   | Ucrânia                | Inter TV channel                 |
| 2009           | Russia-Georgia War                                                   | Qatar                  | Al Jazeera                       |

### Década de 2010
| Ano            | Vencedor                                                       | País           | Rede de televisão    |
| Década de 2010 | Década de 2010                                                 | Década de 2010 | Década de 2010       |
| -------------- | -------------------------------------------------------------- | -------------- | -------------------- |
| 2010           | Pakistan-Terrors' Front Line                                   | Reino Unido    | Sky News             |
| 2010           | Gaza War                                                       | Qatar          | Al Jazeera           |
| 2010           | Blackout in Brazil                                             | Brasil         | TV Globo             |
| 2010           | Extended News Coverage on Obama's Visit to Russia              | Rússia         | RT Channel           |
| 2011           | Jornal Nacional: Guerra contra as drogas                       | Brasil         | TV Globo             |
| 2011           | Erupções do Eyjafjallajökull em 2010                           | Islândia       | Ríkisútvarpið (RÚV)  |
| 2011           | Inside the Taliban                                             | Reino Unido    | Sky News             |
| 2011           | Manila Hostage Crisis                                          | Filipinas      | ABS-CBN              |
| 2012           | Great East Japan Earthquake Emergency News                     | Japão          | NHK                  |
| 2012           | Chuvas na Região Serrana do Rio de Janeiro                     | Brasil         | TV Globo             |
| 2012           | The Fall of Tripoli                                            | Qatar          | Al Jazeera           |
| 2012           | Occupy The World                                               | Rússia         | RT Channel           |
| 2013           | The Battle for Homs                                            | Reino Unido    | Channel 4            |
| 2013           | Colapso no Rio                                                 | Brasil         | TV Globo             |
| 2013           | Romania Buried in Snow                                         | Romênia        | ProTV                |
| 2013           | Typhoon Pablo                                                  | Filipinas      | GMA Network          |
| 2014           | Syria's Descent                                                | Reino Unido    | Channel 4            |
| 2014           | Fire in a Nightclub                                            | Brasil         | TV Globo             |
| 2014           | Guantanamo Hunger Strike Coverage                              | Rússia         | RT News Channel      |
| 2014           | Most Powerful Storm                                            | Filipinas      | ABS-CBN              |
| 2015           | The Ebola Effect (Ebola Outbreak in West Africa)               | Canadá         | CBC                  |
| 2015           | The Buck Stops Here - Srinagar Floods Coverage                 | Índia          | NDTV                 |
| 2015           | De Dag van Nationale Rouw                                      | Holanda        | NOS Broadcasting     |
| 2015           | A morte de Eduardo Campos                                      | Brasil         | TV Globo             |
| 2016           | Crise migratória na Europa                                     | Reino Unido    | Sky News             |
| 2016           | Cobertura do terremoto no Nepal                                | Qatar          | Al Jazeera English   |
| 2016           | Assembleia Geral da ONU: Cobertura especial                    | Rússia         | Russia Today         |
| 2016           | Surto de vírus Zika                                            | Brasil         | TV Globo             |
| 2017           | Inside Aleppo - Battle for Aleppo                              | Reino Unido    | Channel 4 News/ITN   |
| 2017           | Jornal Nacional - Escândalo Ryan Lochte                        | Brasil         | TV Globo             |
| 2017           | Le Journal - Paris/Jaffa - 2016 Republican National Convention | França         | i24NEWS              |
| 2017           | TV Patrol - Super Typhoon Lawin's Trail of Damage              | Filipinas      | ABS-CBN              |
| 2018           | Crise dos refugiados rohingya                                  | Reino Unido    | Sky News             |
| 2018           | Rebelião na penitenciária de Alcaçuz                           | Brasil         | TV Globo e GloboNews |
| 2018           | Crise diplomática no Catar                                     | Catar          | Al Jazeera English   |
| 2018           | #MosulSOS                                                      | Rússia         | RT News Channel      |

### Década de 2020
| Ano            | Vencedor                                                                   | País           | Rede de televisão        |
| Década de 2020 | Década de 2020                                                             | Década de 2020 | Década de 2020           |
| -------------- | -------------------------------------------------------------------------- | -------------- | ------------------------ |
| 2020           | Hong Kong Year Of Living Dangerously                                       | Reino Unido    | Channel 4 News/ITN       |
| 2020           | RJ2: Ghost Staff                                                           | Brasil         | TV Globo                 |
| 2020           | Russian Jet Crash-Landing in Moscow: Timeline and Survivors                | Rússia         | RT International         |
| 2020           | The Battle for Burkina Faso                                                | Qatar          | Al Jazeera English       |
| 2021           | A Warning from Italy                                                       | Reino Unido    | Sky News                 |
| 2021           | Beirut Blast                                                               | Qatar          | Al Jazeera English       |
| 2021           | Jornal Nacional: COVID-19 no Brasil                                        | Brasil         | TV Globo                 |
| 2021           | Nagorno-Karabakh War: Bloodshed and Path to Ceasefire                      | Rússia         | RT (ANO TV-Novosti)      |
| 2022           | ITV News: Storming of The Capitol                                          | Reino Unido    | ITN Productions/ITV News |
| 2022           | Afghanistan: Taliban Takeover                                              | Qatar          | Al Jazeera English       |
| 2022           | Afghanistan Crisis – News Coverage                                         | França         | Euronews                 |
| 2022           | Jornal Nacional e Fantástico: Caso Prevent Senior                          | Brasil         | TV Globo                 |
| 2023           | The Battle For Bucha & Irpin                                               | Reino Unido    | Sky News                 |
| 2023           | Jornal Nacional & Fantástico: Assassinatos de Bruno Pereira e Dom Phillips | Brasil         | TV Globo                 |
| 2023           | Shireen Abu Akleh’s Killing                                                | Qatar          | Al Jazeera English       |
| 2023           | TV4 Nyheterna: Beyond Enemy Line                                           | Suécia         | TV4 News                 |
| 2024           | Inside Gaza: Israel-Hamas at War                                           | Reino Unido    | Channel 4 News           |
| 2024           | Globonews & RJ2: Folha Secreta                                             | Brasil         | Globonews / TV Globo     |
| 2024           | Tragediata v lokorsko                                                      | Bulgária       | Nova Broadcasting Group  |
| 2024           | War on Gaza                                                                | Qatar          | Al Jazeera English       |